# Elsdon
Elsdon è un paese della contea del Northumberland, in Inghilterra.